# 福井南高等学校
福井南高等学校（ふくいみなみこうとうがっこう、英: Fukuiminami High School）は、福井県福井市新開町にある私立高等学校。1985年（昭和60年）創設の福井高等専修学校が母体であり、学校法人福井学園が運営する。私立高校では日本で最初に総合学科を設置した。

## 設置学科
定時制課程（昼間単位制）
- 総合学科（2年次から下記の3系列に分かれる）
  - 教養文化系列
  - 流通情報系列
  - ライフサポート系列（卒業と同時に介護職員初任者研修修了資格を得ることができる）

## 校訓・教育目標

### 校訓
信義友愛

### 教育目標
1. 心身の充実と錬磨に努め、豊かな人間性を育成する
2. 個性を尊重し、自主独立の精神を育成する
3. 創造力を育み、未来社会に貢献できる能力を育成する

## 沿革
- 1985年（昭和60年）3月 - 福井高等専修学校の新設認可。中学校卒業者を対象に3年制の専修学校を設置。
- 1987年（昭和62年）8月 - 福井高等専修学校が文部省から大学受験資格付与校として認可される。
- 1989年（平成元年）3月 - 大阪府の向陽台高等学校（広域単位制高校）と連携し、向陽台高等学校福井校として全日制単位制を導入。普通科（家政コース・ビジネスコース）を設置。
- 1990年（平成2年）6月 - 服装職業中学・八一中学（中華人民共和国浙江省杭州市）と姉妹校協定を締結。
- 1993年（平成5年）
  - 3月 - 福井市新開町に新校舎を建築。
  - 4月 - 福井高等専修学校を福井市二の宮から新開町の新校舎へ移転。
- 1994年（平成6年）
- 9月 - 福井南高等学校設置認可申請書、準学校法人組織変更認可申請書を福井県へ提出。
- 12月5日 - 福井高等専修学校を福井南高等学校に組織改変し、全国の私学で初となる「総合学科」（定時制課程単位制）を設置。学校法人福井学園は準学校法人から学校法人へ組織変更。
- 1995年（平成7年）4月 - 福井南高等学校開校。
- 1996年（平成8年）2月 - 新開町校舎増築。
- 1997年（平成9年）3月 - 福井高等専修学校廃止。
- 2014年（平成26年）
  - 2月 - タイムカプセル埋設（創立20周年記念事業）。
  - 3月31日 - 福井女子専門学校（福井市二の宮）を廃止し、同校校舎に福井学園の法人本部を設置。
- 2015年（平成27年）4月 - 体育館増築、メイングラウンド整備事業実施。
- 2016年（平成28年）9月1日 - 隣接用地を取得し、来客用駐車場および第2グラウンドとして整備着手。
- 2017年（平成29年）
  - 7月6日 -ニュージーランドのヘレトンガ・カレッジ（Heretaunga College）およびセント・ジョセフ・カトリックスクール（St. Joseph's Catholic School）と姉妹校協定を締結。
  - 8月 - 隣接用地の整備を完了し、駐車場および東グラウンド（第2グラウンド）として運用開始。ヘレトンガ・カレッジとの間で教職員を相互に派遣する教員交流事業をスタート。
- 2018年（平成30年）7月 - 留学希望者の増加に伴い、ニュージーランドの公立パラパラウム・カレッジ（Paraparaumu College）との間で生徒受け入れ体制を確立。
- 2021年（令和3年）9月 - 隣接用地で新校舎着工。
- 2022年（令和4年）11月 - 新校舎の運用開始。

## 部活動
- 運動部 - ソフトボール（男・女）、卓球
- 文化部 - 写真、家庭科、将棋、美術、文芸、パソコン、音楽
- 同好会（運動系）- スポーツ（バレーボール・バスケットボール・バドミントン・サッカー・ジョギング）
- 同好会（文化系）- ダンス、ボランティア、書道、旅行研究、英語コミュニケーション、茶道、華道、クイズ

## 校歌
作詞：酒井武夫、作曲：武井敬盛

## 姉妹校
- （中華人民共和国） 杭州市服装職業中学
- （中華人民共和国） 杭州市八一中学学校
- （ニュージーランド） ヘレトンガ・カレッジ
- （ニュージーランド） St Joseph's Catholic Primary School
- （ニュージーランド） パラパラウム・カレッジ

## その他
- スクールカラーは水縹。校舎外壁や生徒手帳などもスクールカラーを基調としている。
- 毎年、中池見湿地にて全校挙げてのボランティア活動を行っている。
- 産業社会と人間および総合的な学習の時間においては、異学年混在型のゼミ形式を採っている。代表的な活動として、高校生を対象としたエネルギー問題や原子力発電、地層処分に関する意識調査を実施し、自校ウェブサイトで毎年結果を公開しているほか、福祉系ゼミにおいて母乳バンクの啓発などを行っている。
- 2017年にニュージーランドの高校と姉妹校を締結して以降、姉妹校の教員による特別授業を毎年実施している。

## アクセス
- ハピラインふくい線 大土呂駅より徒歩約8分
- 福井鉄道福武線ハーモニーホール駅または清明駅より徒歩15分